# Каряка Андрій Костянтинович
Андрі́й Костянти́нович Каря́ка (рос. Андрей Константинович Каряка, нар. 1 квітня 1978, Дніпропетровськ) — колишній український і російський футболіст, який грав на позиції півзахисника.
Насамперед відомий виступами за «Металург» (Запоріжжя), ЦСКА (Київ), «Крила Рад» (Самара) та «Сатурн» (Раменське), а також національну збірну Росії.

## Клубна кар'єра
Народився 1 квітня 1978 року в Дніпропетровську. Вихованець юнацьких команд футбольного клубу «Металург» (Запоріжжя).
У дорослому футболі дебютував 1996 року виступами за «Металург» (Запоріжжя), в якому провів два сезони, взявши участь у 41 матчі чемпіонату.
Протягом 1998–2000 років захищав кольори ЦСКА (Київ).
Своєю грою за останню команду привернув увагу представників тренерського штабу клубу «Крила Рад» (Самара), до складу якого приєднався влітку 2000 року. Відіграв за самарську команду наступні п'ять з половиною сезонів своєї ігрової кар'єри. Більшість часу, проведеного у складі самарських «Крил Рад», був основним гравцем команди і одним з головних бомбардирів команди, маючи середню результативність на рівні 0,38 голу за гру першості.
Влітку 2005 року уклав контракт з «Бенфікою», яка купила футболіста за млн євро. У складі португальської команди провів наступні півтора року своєї кар'єри гравця, проте не зміг стати основним гравцем команди.
Протягом 2007–2011 років захищав кольори «Сатурна» (Раменське). Після того, як в січні 2011 року «Сатурн» припинив своє існування, Каряка став вільним агентом.
До складу клубу «Динамо» (Москва) приєднався 10 лютого 2011 року, підписавши контракт на півтора року. Проте за рік встиг відіграти за московських динамівців лише 11 матчів в національному чемпіонаті і в лютому 2012 року перейшов у «Волгу» (Нижній Новгород). Завершив професійну кар'єру виступами за цю команду у 2014 році.

## Виступи за збірну
24 травня 2001 року Андрій Каряка отримав запрошення до збірної України. У той же час в його послугах була зацікавлена і російська національна команда. 29 травня Андрій Каряка вирішив виступати за збірну Росії. 7 серпня Андрій отримав запрошення до збірної, яку тренував тоді Олег Романцев і 16 серпня дебютував в її складі. Він провів перший тайм у матчі з національною командою Греції, який завершився з рахунком 0:0.
У складі збірної був учасником чемпіонату Європи 2004 року у Португалії, на якому зіграв в усіх трьох матчах збірної.
Всього за п'ять років провів у формі головної команди країни 27 матчів, забивши 6 голів.

## Титули і досягнення
- Володар Суперкубка Португалії (1):

«Бенфіка»: 2005